# Diego López de Haro y Guzmán
Diego López de Haro Sotomayor y Guzmán (Córdoba, 1531-1598) fue un noble español y criador de caballos al servicio de la Real Casa. El Rey Felipe II le confió la fundación y jefatura de las Caballerizas Reales de Córdoba. Al frente de estas cuadras, hizo una cuidadosa labor de selección y mejoramiento genético animal, que dio origen a la raza de caballo andaluz.

## Filiación
Nació en Córdoba en 1531, de familia noble: una línea menor de la casa del Carpio. Sus padres fueron Diego López de Haro y Sotomayor, caballero de Santiago, y Antonia de Guevara y Guzmán. Sus abuelos paternos, Diego López de Haro, señor de Sorbas y Lubrín (t.1523), y Beatriz de Sotomayor, su segunda mujer, VII señora del Carpio (†1528). Y los maternos, Fadrique de Guzmán y Gregoria de Zayas, señores de la Higuera.
No se le debe confundir con su primo carnal y homónimo Diego López de Haro y Sotomayor, primer marqués de Carpio (1515-1578). 

## Caballerizo y criador
En 1565 el Rey Felipe II le encargó la fundación de las Caballerizas Reales de Córdoba. La tarea que le encomendaba consistía en construir unas caballerizas donde alojar a los sementales, comprar o arrendar las dehesas donde pastarían y criarían las yeguadas, y —lo más importante— seleccionar y comprar a su criterio las mejores yeguas y sementales.
El rey incluyó estas caballerizas en los presupuestos de la Junta de Obras, Jardines y Bosques, dotándolas con rentas de las salinas de Andalucía, y el 20 de noviembre de 1567 firmó el nombramiento de caballerizo o jefe de las mismas, que decía así: 
Diego López de Haro dedicó su vida a esta misión, realizando una cuidadosa labor de selección y mejoramiento genético de los caballos bajo la directa supervisión de Felipe II. Siguió al frente de las caballerizas de Córdoba hasta su muerte, ocurrida en 1598: el mismo año en que murió «su rey».
Durante más de treinta años, entre 1565 y 1598, remitió al monarca puntuales y detallados informes dándole cuenta de la marcha de la yeguada. Felipe II permaneció muy involucrado en la cría de sus caballos andaluces: escribía a menudo a su caballerizo pidiendo noticias o dándole instrucciones precisas. Esta correspondencia, obrante en el Archivo de Simancas, ha sido estudiada por Eduardo Agüera, catedrático de la facultad de Veterinaria de la Universidad de Córdoba, quien se admira de «los fundamentos genéticos y de bienestar animal tan avanzados que tenían para su época».
Al final de su vida, López de Haro podía decir con orgullo a su rey que «La bondad de los caballos de Córdoba, es la cosa de mayor grandeza que tiene Vuestra Majestad en el mundo». En efecto, había logrado seleccionar y depurar la raza de caballo andaluz, que hoy es una de las razas equinas más apreciadas en todo el mundo.
En el cargo le sucedió como caballerizo su hijo Luis Méndez de Haro y Sotomayor, que fue marqués del Carpio por matrimonio, pues casó con su sobrina 3.ª Beatriz de Haro y Sotomayor, nieta del primer marqués y 4.ª poseedora del título.
En 1625 el rey Felipe IV, reconociendo los méritos de Diego López de Haro, caballerizo de su abuelo el «Rey Prudente», perpetuó en favor del citado marqués consorte del Carpio el oficio de caballerizo de las Reales de Córdoba, que se sucedió en la casa del Carpio hasta el fin del Antiguo Régimen.

## Matrimonio y descendencia
Casó con María de Guzmán y Manuel, su deuda, hija de Luis Páez de Castillejo, señor de Villaharta, y de Beatriz de Guzmàn y Manuel, su mujer. Y tuvieron por hijo y sucesor a
- Luis Méndez de Haro Sotomayor y Guzmán, caballero de Calatrava, asistente de Sevilla y capitán general de este reino, alcaide de Mojácar, natural y veinticuatro de Córdoba, caballerizo mayor de las Reales de esta ciudad, quien obtuvo la perpetuación del oficio por merced de Felipe IV en 1625. Casó con Beatriz de Haro y Sotomayor (n.c.1570), su sobrina 3.ª, IV marquesa del Carpio. Era hija de Luis Méndez de Haro, señor de las villas de Adamuz y Pero Abad, comendador de Alcañiz en la Orden de Calatrava, gentilhombre de la Cámara del rey Felipe II, a quien acompañó en sus viajes a Flandes, y de Beatriz de Haro y Sotomayor (c.1540-a. 1578), su mujer y sobrina carnal, que fue a su vez hija primogénita e inmediata sucesora de Diego López de Haro y Sotomayor, el primer marqués del Carpio. Tuvieron descendencia en que siguió la casa del Carpio, a la que siguió vinculado hasta el final del Antiguo Régimen el oficio de caballerizo mayor de las Reales de Córdoba.